# Los Villazones
Los Villazones es una casería española de la parroquia de San Juan de Piñera, perteneciente al municipio de Cudillero, en la comunidad autónoma de Asturias.

## Historia
Hacia mediados del siglo XIX, el lugar, ya por entonces perteneciente a la parroquia de San Juan de Piñera del municipio de Cudillero, tenía contabilizada una población de 34 habitantes. Aparece descrito en el decimosexto y último volumen del Diccionario geográfico-estadístico-histórico de España y sus posesiones de Ultramar de Pascual Madoz con las siguientes palabras:

VILLAZONES (los): l. en la prov. de Oviedo, ayunt. de Cudillero y felig. de San Juan de Piñera. Sit. en una llanada hácia la costa que media entre Cudillero y Concha de Artedo cerca de Villademar, por medio de este pueblo y Cerecedo; su terreno es fértil. prod.: maiz, habas, patatas y otros frutos del pais. pobl.: 10 vec., 52 alm.
(Madoz, 1850, p. 309)

En 2023, la entidad singular de población de Los Villazones tenía empadronados 33 habitantes, todos ellos en el núcleo de población de ese nombre.